# Once a Thief (1991)
Once a Thief (Chinees:縱橫四海) is een komische misdaadfilm uit Hongkong onder regie van John Woo.

## Verhaal
Joe, Jim en Cherie zijn drie meesterdieven die zijn neergestreken op de Franse rivièra voor een laatste grote slag, zodat ze kunnen stoppen met hun 'beroep'.

## Rolbezetting
Hoofdpersonages:
| Acteur        | Personage      |
| ------------- | -------------- |
| Chow Yun-Fat  | Joe            |
| Leslie Cheung | Jim            |
| Cherie Chung  | Cherie         |
| Kenneth Tsang | Vader Chow     |
| Kong Chu      | Pleegvader Chu |

## Trivia
- Once a Thief kreeg vier nominaties bij de Hong Kong Film Awards: voor beste regie, beste film, beste hoofdrol en beste bewerking.
- In 1996 kwam er een Canadese herverfilming met onder andere Ivan Sergei, Sandrine Holt en Michael Wong. Een jaar later volgde ook nog een televisieserie.